# 예리코 전투
예리코 전투는 구약성경의 여호수아기에 등장하는 전투이다.

## 전투 발생 전
기원전 13세기 히브리인들은 야훼의 명령에 따라 이집트를 탈출해 모세의 지도 하에 가나안으로 가게 된다.
원래는 바로 가나안으로 진입해야 했지만 히브리인들은 가나안 토착 족속들의 동태를 살피기 위해 12인의 정찰대를 보내게 된다. 그러나 12인 중 여호수아와 갈렙만이 당장 가나안으로 쳐들어가자고 주장하고 나머지 10인은 가나안으로 들어가면 죽는다며 민중을 선동한다.
이에 야훼는 노하여 40년 동안 여호수아와 갈렙을 제외한 히브리인들이 가나안으로 들어가지 못하고 광야에서 방랑 생활을 해야 하는 벌을 내린다.

## 전투의 전개
모세가 죽고 나서 여호수아가 그의 자리를 대신하게 되었다. 여호수아는 약속의 땅, 즉 가나안 정복을 위한 작업에 더욱 박차를 가했다.
마침내 히브리군은 "야훼께서 약속하신 땅이다"라는 명 아래 요르단강을 건너 가나안 정복을 시작하였다.
야훼는 여호수아에게 "모든 군사가 6일 동안 매일 한 번씩 예리코 성 주위를 돌고 제사장들은 언약궤 앞에서 나아가며, 7일째 되는 날에 제사장들이 나팔을 불어 그 소리가 들릴 때 백성들이 야훼의 영광을 외쳐부르면 성벽이 무너질 것이다"라는 예언을 한다.
히브리군이 예언에 따라 행하자 예리코 성은 무너졌고, 이는 가나안 정복의 전초기지가 되었다.

## 같이 보기
- 성서고고학